# よみがえる空 -RESCUE WINGS-
『よみがえる空 -RESCUE WINGS-』（よみがえるそら レスキューウイングス）は、日本のテレビアニメ。全13話（テレビ初回放送では12話まで）。「レスキューウイングスシリーズ」の一つで、同シリーズの中心的な作品である。
2006年にテレビ東京系とAT-Xで放送。また、2009年1月1日深夜から4日間にわたってアニマックスで一挙放送されたほか、2月から同局で再放送された。その際、DVDのみに収録の第13話も放送された（テレビ初放送）。2018年3月11日にはチャンネルNECOでも全話一挙放送された。

## 概要

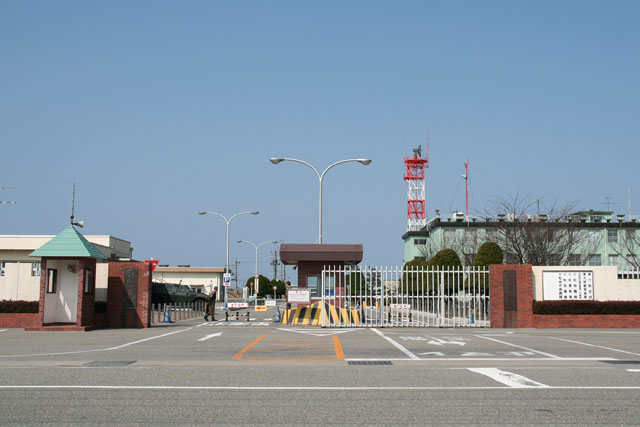
舞台となる小松基地

石川県小松市にある航空自衛隊小松基地の航空救難団小松救難隊を舞台に、同団に配属された主人公、内田一宏の救助活動や人間関係を描いた作品である。
航空自衛隊が製作協力しており、3DCGで描かれた航空機や機体操作、救助活動などをリアルに描くことに力を入れている。また、小松市や金沢市など、背景描写も細かい。
当初は女性主人公の作品として企画されたが、製作途中で男性主人公に変更された（詳細はレスキューウイングスシリーズ#製作の経緯参照）。

## ストーリー
ジェット戦闘機のパイロットになりたかった内田一宏は航空自衛隊に入隊。だが、自分の希望とは裏腹に、パイロット養成の選考過程でヘリコプターの操縦士になってしまう。
同期の小坂隆が希望通りにイーグルドライバー（F-15J戦闘機のパイロット）になる中、それでも気持ちに折り合いをつけて配属先の小松基地にやってくる。そんな中、配属間もなく災害が発生し、現地に向かうこととなるのだが……。

## キャラクター

### 主な登場人物
内田一宏（うちだ かずひろ）
声 - 宮崎一成
この作品の主人公で、小松救難隊に所属する3等空尉。23歳。岡山県出身。救難ヘリコプターUH-60Jのパイロット。高校生の時からパイロットを志望し、卒業後は航空自衛隊に入隊、山口県防府北基地の第12飛行教育団航空学生教育群学生隊で航空学生となる。ファイターの操縦志望だったが、選考過程でヘリコプター操縦士に回される。そのため、失意のうちにあったが、気持ちを切り替え（たつもりで）愛知県小牧基地の航空救難団救難教育隊でUH-60Jへの機種転換課程を終え、小松基地に配属された。だがそこでは、救難の過酷な現実が待っていた。
内田の実家は酒屋を経営しているが、内田が航空学生のときに父親が事故に遭い、車椅子の生活となった。そのため、母親とアルバイトの2人で酒屋を切り盛りしている。
長谷川めぐみ（はせがわ めぐみ）
声 - 能登麻美子
出版社「書肆西瓜糖」（しょしすいかとう）の社員。22歳。岡山県出身、現在は東京都在住。一宏の恋人で遠距離恋愛中。内田の高校の後輩にあたり、当時からの付き合い。自分で本を作りたいという夢を持っており、短期大学を卒業後、小さな出版社である書肆西瓜糖に入社した。しっかり者で自立心旺盛の読書好きである。
実家は動物病院。下に妹（声 - 夏樹リオ）が1人いる。
なお、本作の舞台は石川県であるが、石川県出身である能登麻美子は、地元石川県の人物ではなく岡山県出身の長谷川めぐみを演じている。
本郷修二郎（ほんごう しゅうじろう）
声 - 石塚運昇
小松救難隊に所属する3等空佐。42歳。UH-60Jのパイロットで、元はF-15Jパイロット。訓練においては厳格で、内田に対して人一倍厳しく接することから、事ある毎に対立する。しかし、それは過去の苦い経験（バードストライクによる事故）が背景にあるらしい。もう一つの顔は自宅に帰れば愛娘を溺愛する優しいマイホームパパ。
かつてはF-15J戦闘機のパイロットであったが、1等空尉時代の事故の直後にヘリコプターに配置転換になった、いわゆる“F転”。ヘリの操縦技術は海上自衛隊にも知れ渡っている程である。本村曰くヘリのパイロットを全国から集めてもトップ3に入る程の腕とのこと。空自の操縦員でありながら、第3話で「はるな」に着艦しその片鱗を見せる。
村上龍之介（むらかみ りゅうのすけ）
声 - 星野充昭
小松救難隊の隊長で、2等空佐。44歳。U-125Aのパイロットで、レスキューにおいての実力はベテランである。新人である内田を厳しく育てようとする本郷を見守る人物。

### 小松救難隊員
広沢徹
声 - ヰズミ
小松救難隊飛行班長。U-125Aパイロットで3等空佐。
田中正勝
声 - 石井英明
UH-60Jパイロット。2等空尉。一宏が着任するまで本郷のコパイを務めていた。
安田鉄平
声 - 小室正幸
UH-60Jフライトエンジニア。1等空曹。
久保功
声 - 古澤徹
小松救難隊救難員。空曹長。ベテランの救難員。小松には単身赴任している。
黒木淳造
声 - 小山力也
小松救難隊救難員。2等空曹。
白拍子克巳
声 - 西凛太朗
小松救難隊救難員。3等空曹。その名字から黒木と2人で「白黒コンビ」と呼ばれているらしい（命名者は久保）。また、小松救難隊の中で、めぐみを唯一実際に目撃した人物でもある。前向きな物の考え方を心がけているが黒木からは「ポジティブというよりは馬鹿に近い」と言われている（もっとも黒木の発言も白拍子のメンタリティを肯定した上での発言である）。
鈴木浩徳
声 - 喜安浩平
小松救難隊救難員。3等空曹。救難員の中では一番の若手。彼女あり。救難隊に配属になる前には新田原基地の基地警備小隊（警備犬担当）でいた。その当時救急救命の講習に参加した際インストラクターとして参加していた本村に出会ったことがきっかけで救難員を目指す。晴れて救難員となり入れ替わりに本村が一線を退いてからも本村を自らの目標に置いている。
平田和彦
声 - 伊井篤史
小松救難隊整備小隊長。2等空尉。ベテランの整備員。熱烈な巨人ファンと思われる。
西田一美
声 - 笠原留美
小松救難隊整備小隊員。3等空曹。彼氏がいる。ヘリオス78（UH-60J 78号機）の機付長を務める。整備小隊唯一の女性整備員。
二本松大悟
声 - 小野坂昌也
小松救難隊整備小隊員。空士長。関西出身。
小坂隆
声 - 志村知幸
第6航空団第303飛行隊、F-15Jのパイロット。3等空尉。内田と同期でこちらは希望どおりにイーグルドライバーになった。本人にはひけらかす気はないようであるが、一宏は煙たく思っているようである。
本村裕
声 - 飯塚昭三
小松救難隊総括班、准空尉。元ベテラン救難員。千歳救難隊に勤務していた際に、事故に遭った本郷を救出している。

### その他の登場人物
本郷みどり
声 - 木村亜希子
本郷の妻。実家は北海道で酪農を営んでいる。
本郷あつこ
声 - 仙台エリ
本郷の娘。
社浦良子
声 - さとうあい
内田の住んでいるマンションの大家。
内田正
声 - 宝亀克寿
一宏の父。
内田みさえ
声 - 高村尚枝
一宏の母。
ゆみ
声 - 大本眞基子
緒方
声 - ふくまつ進紗
吉岡悟
声 - 入野自由
高校生。最近に母を亡くし、父子家庭で暮らす。
家出の途上、非番を利用して紅葉狩りの下見に来ていた一宏・鈴木と出会い、一宏とともにロープウェイ事故に遭遇。現場で冷静に対処する一宏を通して救難隊の活動を知る。
最終回のラストで一宏と再会し、救難員を目指すことを告げる。

## 登場する航空機と艦船

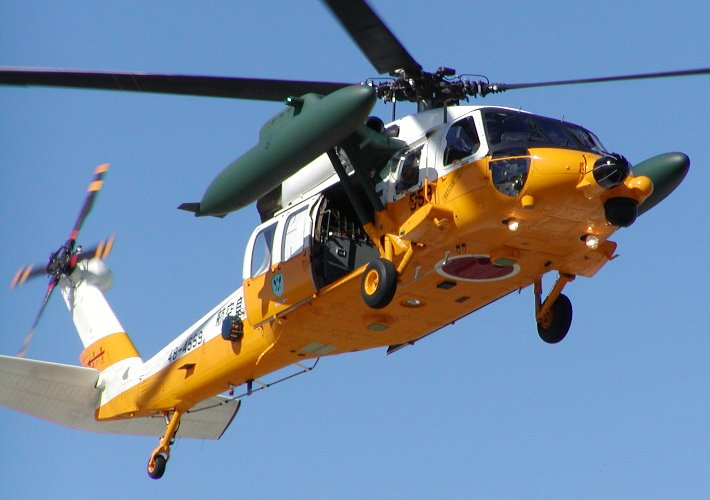
UH-60J

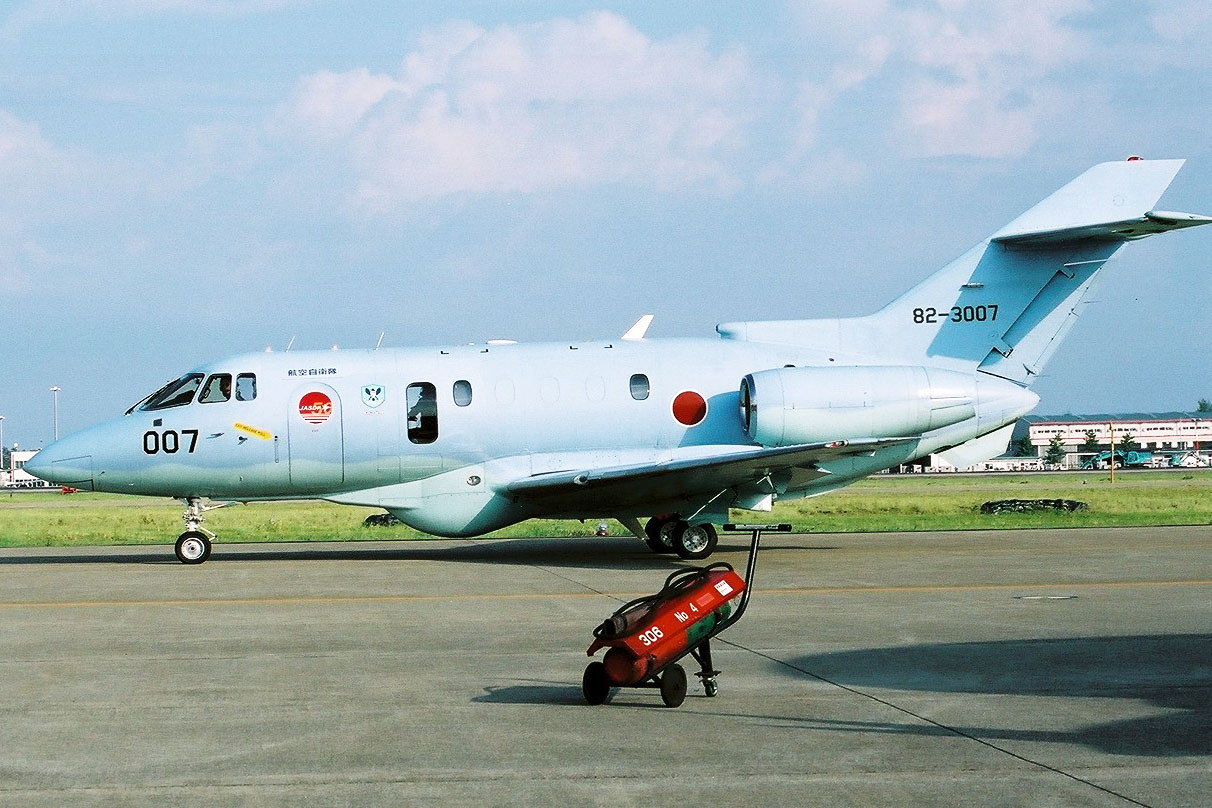
U-125A

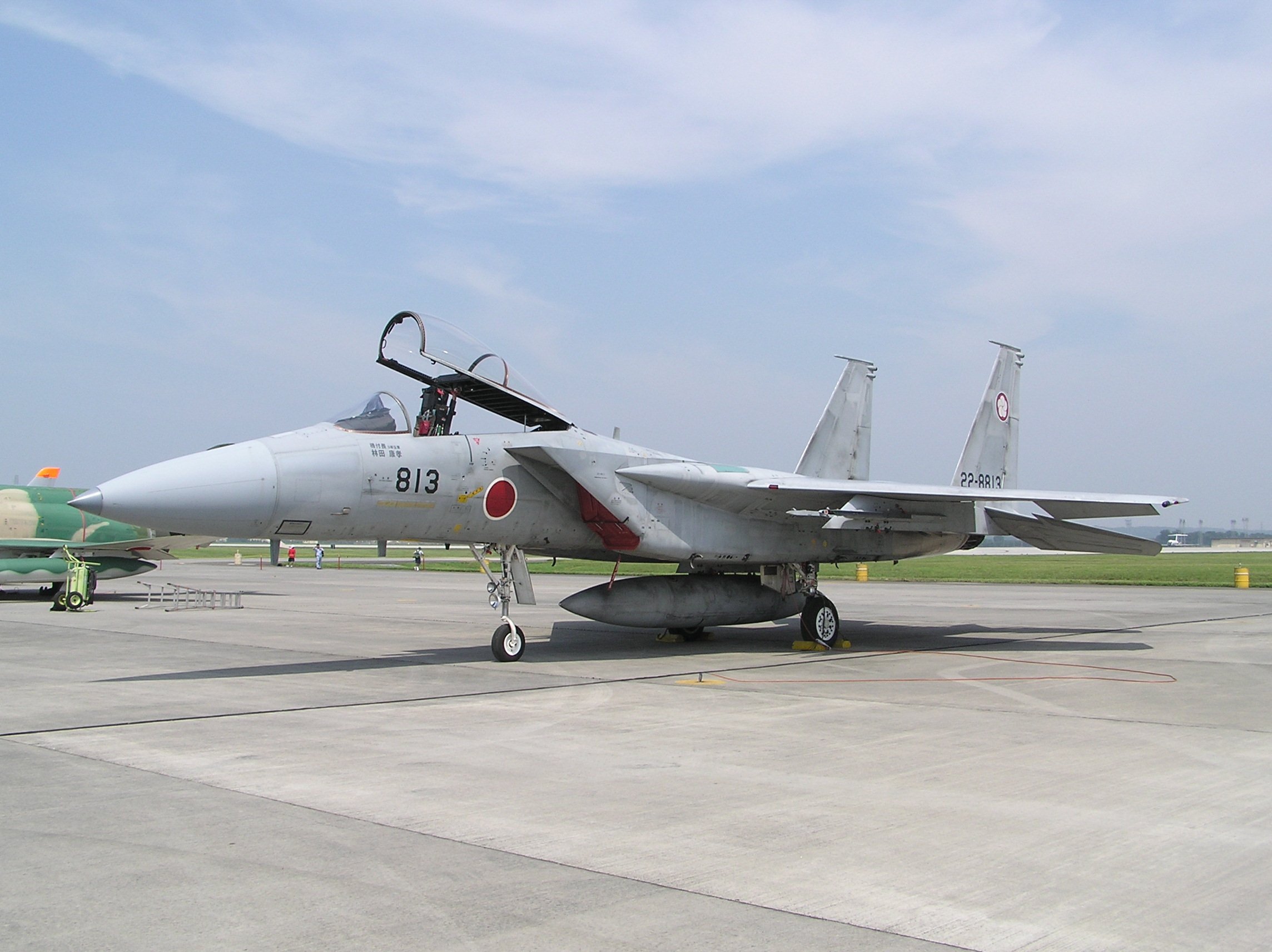
F-15J

UH-60J 救難救助機
作中でのコールサインは「ヘリオス」。放送当時、既に黄色と白の目立つ塗装からダークブルーの洋上迷彩へと移行中であったが、制作開始時期とレスキューのイメージ尊重のため、劇中に登場するのはレスキューカラーの機体とされた。
U-125A 救難捜索機
作中でのコールサインは「アルテミス」。
F-15J 戦闘機
作中でのコールサイン（303飛行隊）は「ドラゴン」。小松基地には他に306飛行隊がおり、F-15J装備部隊は計2隊が所在している。
KV-107 救難ヘリコプター
第2話に新潟救難隊所属の、第6話に千歳救難隊所属の機体が登場。
ユーロコプター AS355 エキュレイユ2
朝日航洋を模したカラーリングの同機が登場。
ユーロコプターAS 365ドーファン
第11話に長野県警のヘリ「やまびこ」が登場。
護衛艦「はるな」
第3話で燃料の切れかけた本郷機が着艦、補給を行う。

## スタッフ
- 監督 - 桜美かつし
- シリーズ構成 - 高山文彦
- キャラクターデザイン - 竹内哲也
- メカニックデザイン - 橋本敬史
- プロップデザイン - 狩生豊
- 美術監督 - 徳田俊之
- 色彩設定 - 店橋真弓
- 撮影監督 - 大河内喜夫
- 編集 - 西山茂
- 音楽 - 松尾早人
- 音響監督 - 三間雅文
- プロデューサー - 杉山潔、松倉友二
- アニメーション制作 - J.C.STAFF
- 製作・著作 - バンダイビジュアル

## 主題歌

### オープニングテーマ
「明日をとめないで」（第6話以外）
作詞 - 畑亜貴 / 作曲 - 田中秀典 / 編曲 - 宅見将典 / 歌 - 美郷あき
「ひょっこりひょうたん島」（第6話）
作詞 - 井上ひさし、山元護久 / 作曲・編曲 - 宇野誠一郎

### エンディングテーマ
「エンブレム〜名も無き英雄達へ〜」（第7話以外）
作詞・作曲 - 影山ヒロノブ / 編曲 - 須藤賢一 / 歌 - JAM Project（影山ヒロノブ）
「ひょっこりひょうたん島」（第7話）
作詞 - 井上ひさし、山元護久 / 作曲・編曲 - 宇野誠一郎

### 挿入歌
「CLOWN」（第4話）
作詞・作曲 - 遠藤正明 / 編曲 - 末原康志 / 歌 - JAM Project（遠藤正明）
「青くなれ」（第9話）
作詞 - 福山恭子 / 作曲・編曲 - 福山芳樹 / 歌 - JAM Project（福山芳樹）

## 各話リスト
| エピソード | 話数   | サブタイトル                | 脚本     | 絵コンテ                     | 演出             | 作画監督                                                                                 | 総作画監督 |
| ---------- | ------ | --------------------------- | -------- | ---------------------------- | ---------------- | ---------------------------------------------------------------------------------------- | ---------- |
| 1          | 第1話  | 初めての仕事                | 高山文彦 | 桜美かつし                   | 山田一夫         | 本村晃一                                                                                 | 竹内哲也   |
| 1          | 第2話  | 困難な仕事                  | 高山文彦 | 桜美かつし                   | まつもとよしひさ | みうらたけひろ、木本茂樹                                                                 | 狩生豊     |
| 1          | 第3話  | 苦しい仕事                  | 高山文彦 | 桜美かつし                   | 豪野かんすけ     | 竹内哲也、柴山智隆 みうらたけひろ、善似郎 富岡寛                                         | 竹内哲也   |
| 2          | 第4話  | 大切な人                    | 水上清資 | 長井龍雪                     | 橋本敏一         | 杉山了蔵、本村晃一 木本茂樹、竹内哲也                                                    | 狩生豊     |
| 3          | 第5話  | 必要なこと                  | 水上清資 | 葛谷直行                     | 高島大輔         | 小山和洋、矢向宏志 下谷智之、狩生豊                                                      | 竹内哲也   |
| 4          | 第6話  | Bright Side of Life（前編） | 高山文彦 | 福田道生                     | 三宅和男         | 木本茂樹、太田雅三 赤尾良太郎 棚澤隆（メカ）                                             | 狩生豊     |
| 4          | 第7話  | Bright Side of Life（後編） | 高山文彦 | 福田道生                     | まつもとよしひさ | 下谷智之、柴山智隆 櫻井親良、木本茂樹 棚澤隆（メカ）                                     | 竹内哲也   |
| 5          | 第8話  | 少年の旅路（前編）          | 水上清資 | 高田耕一                     | 橋本敏一         | 杉山了蔵、木本茂樹 太田雅三、狩生豊 棚澤隆（メカ）                                       | 狩生豊     |
| 5          | 第9話  | 少年の旅路（後編）          | 水上清資 | 福富博                       | 山田一夫         | 川田剛、矢向宏志 棚澤隆（メカ）                                                          | 竹内哲也   |
| 6          | 第10話 | パーティー                  | 水上清資 | 福田道生                     | 三宅和男         | 太田雅三、木本茂樹 杉山了蔵、片岡英之 狩生豊                                             | 狩生豊     |
| 6          | 第11話 | ビバーク                    | 水上清資 | 大畑清隆                     | 立仙裕俊         | 竹内哲也、矢向宏志 岡勇一 棚澤隆（メカ）                                                 | 竹内哲也   |
| 6          | 第12話 | レスキュー                  | 高山文彦 | 八坂武稔 水田央美 桜美かつし | 高島大輔         | 竹内哲也、梶谷光春 川田剛、木本茂樹 下谷智之、杉山了蔵 矢向宏志、橋本敬史 棚澤隆（メカ） | 狩生豊     |
| 外伝       | 第13話 | 最後の仕事                  | 水上清資 | 大畑清隆                     | 大畑清隆         | 矢向宏志                                                                                 | 竹内哲也   |

## 放送局
| 放送地域       | 放送局         | 放送期間                | 放送日時           | 放送系列       | 備考             |
| -------------- | -------------- | ----------------------- | ------------------ | -------------- | ---------------- |
| 関東広域圏     | テレビ東京     | 2006年1月8日 - 3月26日  | 日曜 25:30 - 26:00 | テレビ東京系列 |                  |
| 愛知県         | テレビ愛知     | 2006年1月9日 - 3月27日  | 月曜 25:28 - 25:58 | テレビ東京系列 |                  |
| 福岡県         | TVQ九州放送    | 2006年1月9日 - 3月27日  | 月曜 26:53 - 27:23 | テレビ東京系列 |                  |
| 大阪府         | テレビ大阪     | 2006年1月10日 - 3月28日 | 火曜 27:10 - 27:40 | テレビ東京系列 |                  |
| 岡山県・香川県 | テレビせとうち | 2006年1月12日 - 3月30日 | 木曜 26:03 - 26:33 | テレビ東京系列 |                  |
| 北海道         | テレビ北海道   | 2006年1月13日 - 3月31日 | 金曜 26:00 - 26:30 | テレビ東京系列 |                  |
| 日本全域       | AT-X           | 2006年1月11日 - 3月29日 | 日曜 9:00 - 9:30   | CS放送         | リピート放送あり |
| 日本全域       | アニマックス   | 2009年2月6日 -          | 金曜 22:00 - 22:30 | CS放送         | リピート放送あり |

## ネット配信
2006年4月8日からScreenplusにて有料配信を開始した。しかし、6月30日にScreenplusのサービス提供が終了し、以降はAIIにて有料配信がされていた。
なお、この番組に限ったことではないが、番組内で流れていたScreenplusのCMは能登麻美子のナレーションで、雪山遭難ものの映画『バーティカル・リミット』を再生するものだった。
2023年5月31日よりU-NEXTで配信開始。

## 劇場上映
2019年3月29日21:00～翌3月30日6:00にかけて、シネマシティ(東京都立川市)にて、テレビシリーズ全話のオールナイト上映開催(ゲスト登壇：岡部いさく(軍事評論家)、神野幸久(「航空ファン」編集次長)、杉山潔(プロデューサー))。

## その他

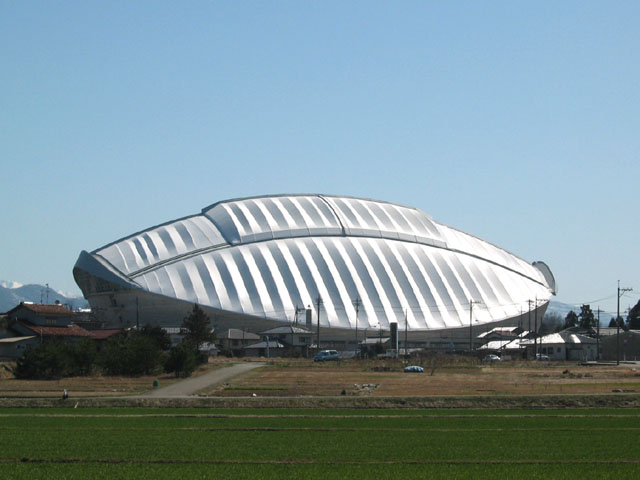
作中にも登場するこまつドーム

- 主人公「内田一宏」が住む場所（小松市矢田野町：実在）から見える建物は「こまつドーム」で、位置的には小松市中心部ではなく、それより南部の粟津温泉付近ということになる。実際には小松基地は小松市海岸部で県南部の加賀市に隣接しており、この場所（矢田野町）に自衛隊員が居住していることには違和感はない。
- 内田が通勤に使用する自転車は、ブリヂストンサイクルと英国アレックス・モールトン・バイシクルズ社の共同開発車「ブリヂストン・モールトン・スポーツ BSM179S」。登場回によってディキャリアか、オプションのリアキャリアが装備されている。ブリヂストンサイクルは製作協力としてスタッフロールに記載されている。また本郷の愛車のMiniもアレックス・モールトン・バイシクルズ社を主宰していたアレックス・モールトン博士がサスペンションの設計を担当している。
- 2006年に行われた小松基地航空祭では、救難展示飛行にオープニング曲「明日をとめないで」やサントラ曲、終了後に本作のエンディング曲「エンブレム〜名も無き英雄達へ〜」がBGMとして会場で流された。ただし、本作品の舞台である石川県では2009年7月時点で地上波放送が行われていない。
- 第一話で登場する地震速報のテロップ［HAB地震速報］は実在する北陸朝日放送（HAB）が使用している地震速報テロップと全く同じものである（番組は架空）。
- 最終話「最後の仕事」で居間にかけられた時計の振り子が『鋼の錬金術師』の国家錬金術師のメダルになっていた。
- 主人公の乗機であるUH-60Jの機体番号は実在する機体番号[4]である。この機体は東日本大震災で津波により被災した。

## 関連作品

### アニメガイドブック
- 『Hobby Japan Mook 214 『よみがえる空 RESCUE WINGS』公式ガイドブック 航空自衛隊航空救難団の実力』（ホビージャパン、2007年） ISBN 978-4-89425-583-8